# إيرنيستو ريوس
إيرنيستو ريوس (بالإسبانية: Ernesto Ríos)‏ هو رسام وفنان مكسيكي، ولد في 8 أكتوبر 1975.